# Центральна долина (винний регіон)

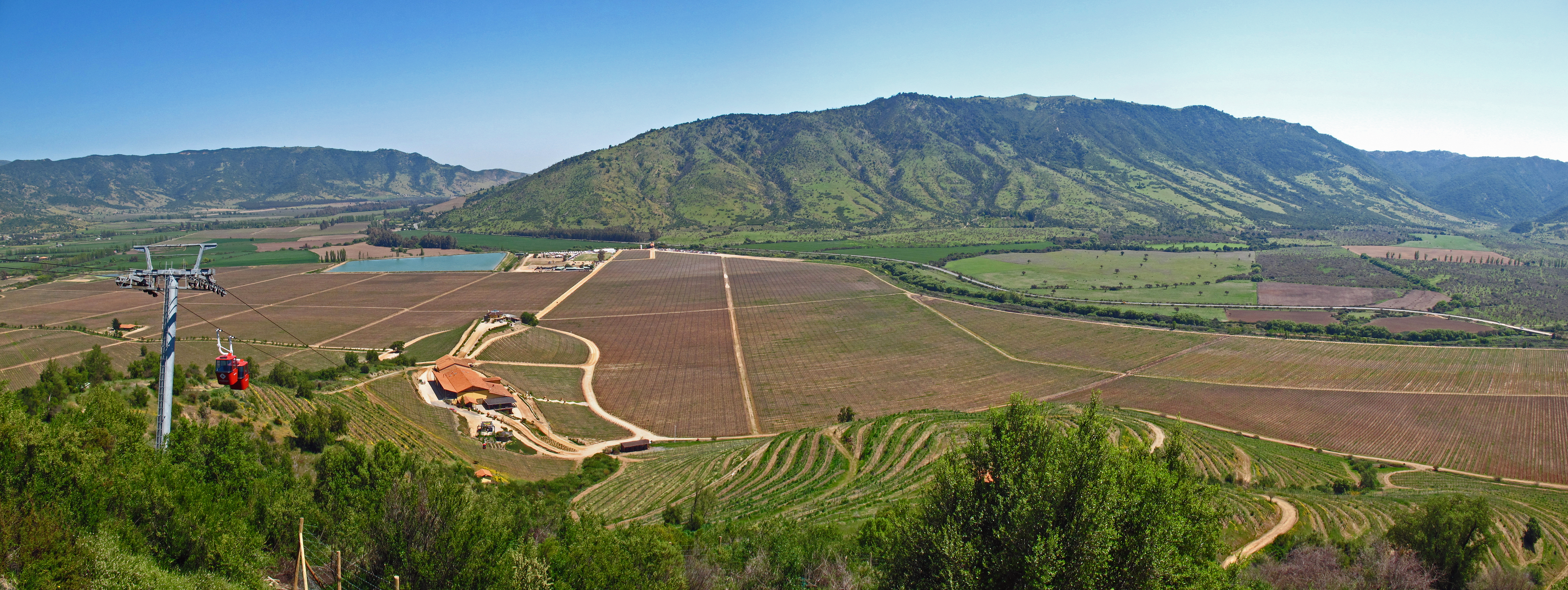
Панорамний краєвид на Вінья Санта Круз у долині Кольчагуа в чилійській Центральній долині

Виноградарський регіон Центральна долина в Чилі (ісп. Valle Central) охоплює регіони О'Хіггінс (VI) і Мауле (VII ст), і Столичний регіон. Він є основною зоною вирощування для чилійського вина і збігається з однойменним історичним регіоном.

## Субрегіони

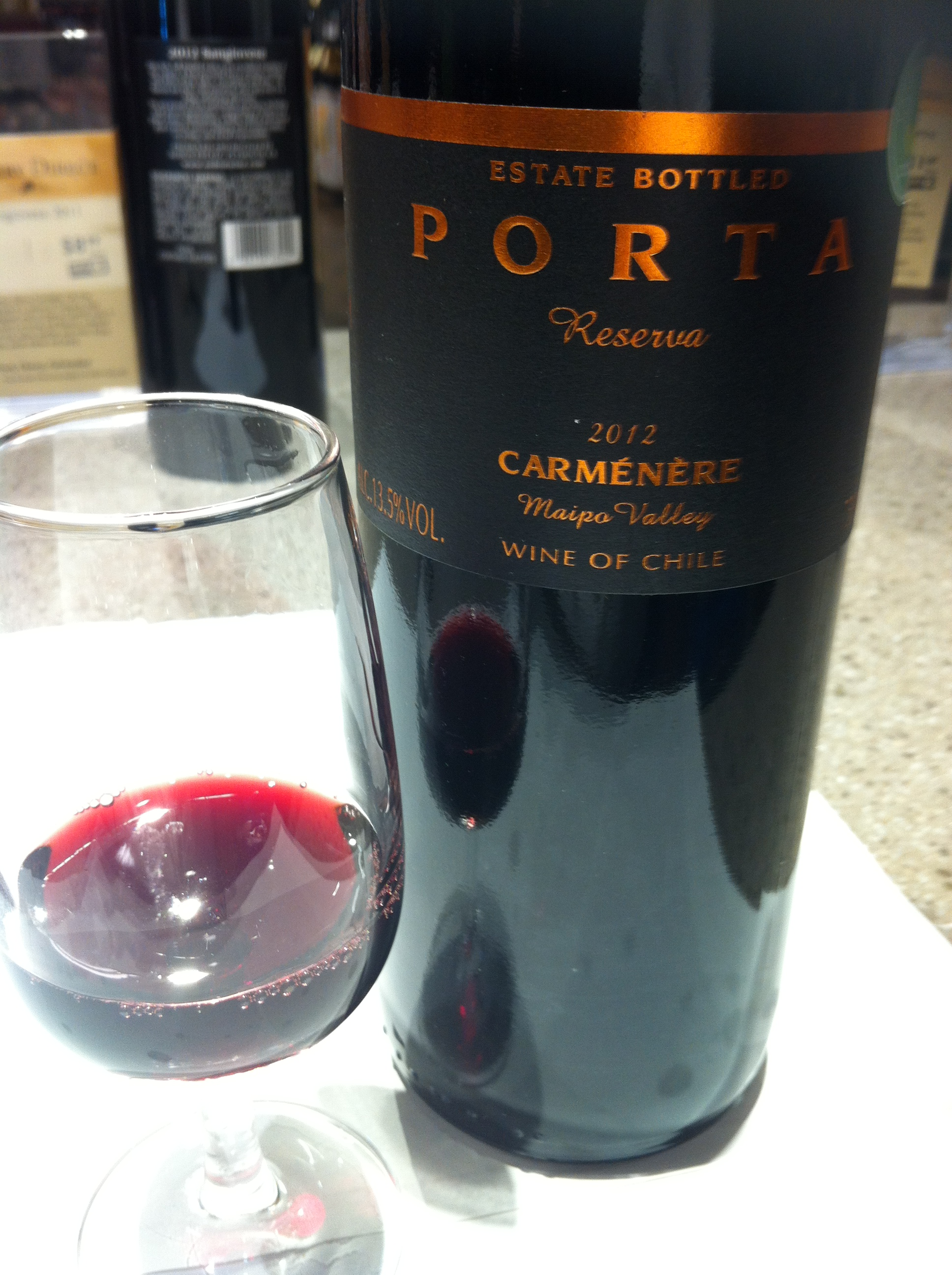
Карменер із долини Майпо.

Це найпродуктивніший і всесвітньо відомий виноробний регіон Чилі, що зумовлено переважно його близькістю до столиці Сантьяго. Він лежить по інший бік Анд від іншого виноробного регіону Аргентини — провінції Мендоса. У Центральній долині розташовані чотири виноробні субрегіони: долина Майпо, регіон Рапель (Rapel), долина Курико та долина Мауле.
- Долина Майпо найбільш культивована і відома своїм сортом Каберне Совіньйон.
- Регіон Рапель, що в провінції Кольчагуа відомий своїми Карменер і Каберне.
- Курико має і червоні, й білі сорти винограду, проте найвідоміша завдяки сорту Шардоне.
- Долина Мауле має найбільші виноградники сорту Pais, який, однак, віднедавна витісняють інші сорти червоного винограду[1].

## Ґрунти
Ґрунт долини Майпо відрізняється високою солоністю. Це викликано тим, що вода для зрошення береться з річки Майпо. Також відзначають низький рівень калію, який також має вплив на виноградники. Виноградники в Маулі також страждають від низького рівня калію і недостатнього рівня азоту. Деякі з цих впливів у цих регіонах компенсують використанням сучасних виноробних технологій та прийомів.